# Speedski-Weltmeisterschaften 2025
Die Speedski-Weltmeisterschaften 2025 fanden im März 2025 in Vars (Frankreich) statt. Vars war zum fünften Mal hintereinander und zum zehnten Mal insgesamt Gastgeber von Speedski-Weltmeisterschaften.

## Teilnehmer
Es nahmen 60 Athleten aus 16 Ländern teil.
| Europa (12 Länder)                                                                                | Europa (12 Länder)                                                                                       |
| ------------------------------------------------------------------------------------------------- | --- |
| - Deutschland (1) - Finnland (2) - Frankreich (24) - Italien (4) - Österreich (1) - Schweden (10) | - Schweiz (1) - Slowakei (1) - Slowenien (1) - Spanien (2) - Tschechien (5) - Vereinigtes Königreich (1) |
| Amerika (2 Länder)                                                                                | |
| - Kanada (4) - Vereinigte Staaten (1)                                                             | |
| Asien (1 Land)                                                                                    | |
| - Japan (1)                                                                                       | |
| Ozeanien (1 Land)                                                                                 | |
| - Neuseeland (1)                                                                                  | |

## Medaillenspiegel
| Platz | Nation     | Gold | Silber | Bronze | Gesamt |
| ----- | ---------- | ---- | ------ | ------ | ------ |
| 01    | Frankreich | 3    | 1      | 1      | 5      |
| 02    | Italien    | 1    | —      | 1      | 2      |
| 03    | Schweden   | —    | 2      | 1      | 3      |
| 04    | Österreich | —    | 1      | —      | 1      |
| 05    | Kanada     | —    | —      | 1      | 1      |
| Total | Total      | 4    | 4      | 4      | 12     |

## Strecke
Sämtliche Wettbewerbe fanden auf der Piste Chabrières statt.
| Streckenname               | Chabrières |
| Seehöhe Start              | 2720 m     |
| Seehöhe Ziel               | 2285 m     |
| Höhendifferenz             | 435 m      |
| Streckenlänge gesamt       | 1200 m     |
| Streckenlänge Wertung      | 670 m      |
| max. Gefälle               | 98 %       |
| Durchschnittliches Gefälle | 55 %       |

## Ergebnis Herren

### S1
| Platz | Land | Sportler         | Geschwindigkeit (km/h) |
| ----- | ---- | ---------------- | ---------------------- |
| 01    | FRA  | Simon Billy      | 229,13                 |
| 02    | AUT  | Manuel Kramer    | 228,45                 |
| 03    | ITA  | Simone Origone   | 227,24                 |
| 04    | FIN  | Jukka Viitasaari | 226,88                 |
| 05    | NZL  | Tawny Wagstaff   | 226,77                 |
| 06    | CZE  | Radim Palán      | 225,87                 |
| 07    | SVK  | Michal Bekeš     | 224,38                 |
| 08    | FRA  | Bastien Montes   | 223,63                 |
| 09    | SWE  | Olof Abrahamsson | 223,25                 |
| 10    | SUI  | Philippe May     | 222,71                 |
| 11    | GER  | Marc Amann       | 222,70                 |

Datum: 27. März 2025

Titelverteidiger:  Simon Billy

32 Fahrer in der Wertung

### S2J
| Platz | Land | Sportler         | Geschwindigkeit (km/h) |
| ----- | ---- | ---------------- | ---------------------- |
| 01    | FRA  | Enzo Vita        | 169,69                 |
| 02    | FRA  | Matias Labit     | 168,03                 |
| 03    | CAN  | Fredrik Eaton    | 167,73                 |
| 04    | FRA  | Clément Sol      | 166,75                 |
| 05    | FRA  | Pierre Sabatut   | 166,65                 |
| 06    | ITA  | Elia Brizio      | 166,58                 |
| 07    | FRA  | Andrea Beligni   | 166,37                 |
| 08    | FRA  | Alexis Fourquet  | 165,98                 |
| 09    | CAN  | Matthew McCallum | 165,06                 |
| 10    | FRA  | Nolan Ribet      | 161,77                 |

Datum: 21. März 2025

Titelverteidiger:  Victor Persson

13 Fahrer in der Wertung

## Ergebnis Damen

### S1
| Platz | Land | Sportler                | Geschwindigkeit (km/h) |
| ----- | ---- | ----------------------- | ---------------------- |
| 01    | ITA  | Valentina Greggio       | 225,73                 |
| 02    | SWE  | Agnes Abrahamsson       | 218,42                 |
| 03    | FRA  | Cléa Martinez           | 216,85                 |
| 04    | SWE  | Siri Kling Andersson    | 214,05                 |
| 05    | SWE  | Cornelia Thun Sandström | 210,93                 |
| 06    | SWE  | Mathilda Persson        | 209,92                 |
| 07    | FRA  | Maëlle Loridon          | 209,76                 |
| 08    | ESP  | Marta Visa Carol        | 207,37                 |
| 09    | CZE  | Sylvie Hudečková        | 204,02                 |

Datum: 27. März 2025

Titelverteidigerin:  Valentina Greggio

Neun Fahrerinnen in der Wertung

### S2J
| Platz | Land | Sportler          | Geschwindigkeit (km/h) |
| ----- | ---- | ----------------- | ---------------------- |
| 01    | FRA  | Pauline Sabatut   | 170,51                 |
| 02    | SWE  | Amanda Ribbegardh | 166,48                 |
| 03    | SWE  | Villemo Andersson | 163,81                 |
| 04    | FRA  | Elorri Etcheverry | 154,89                 |

Datum: 21. März 2025

Titelverteidigerin:  Mareva Cau Lapique

Vier Fahrerinnen in der Wertung